# Percy Herbert

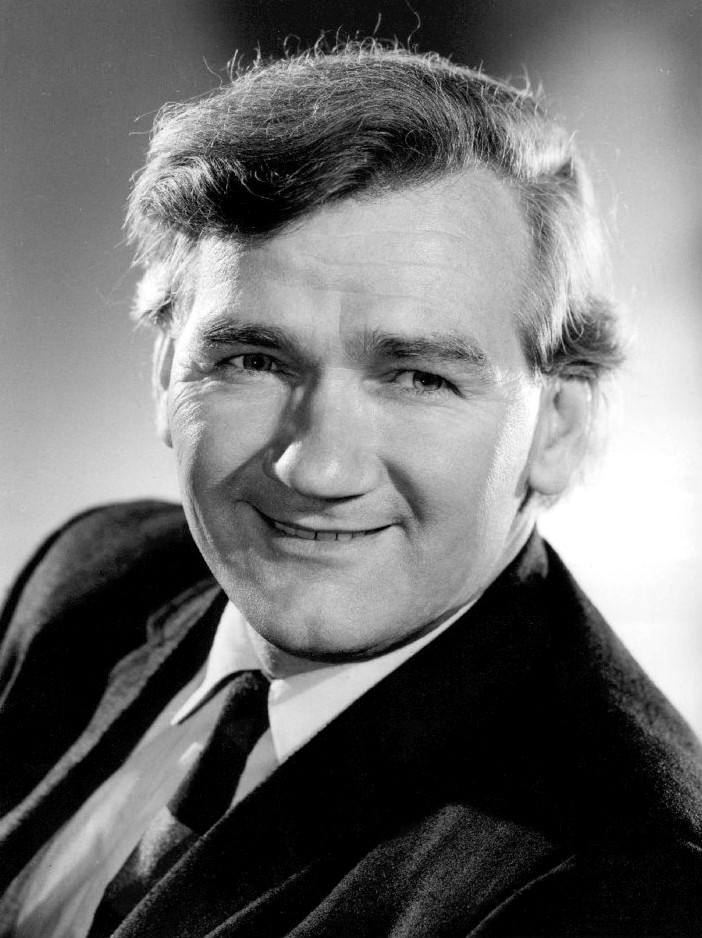
Percy Herbert

Percy Herbert (* 31. Juli 1920 in London, England; † 6. Dezember 1992 in England) war ein britischer Filmschauspieler. Er spielte vor allem Soldaten und wurde durch den Film Die Brücke am Kwai bekannt.

## Leben
Herbert diente während des Zweiten Weltkriegs als Soldat an der Front und geriet bei der Einnahme von Singapur in japanische Gefangenschaft, kam dann aber frei. In den frühen Fünfzigern begann er seine Schauspielkarriere. Er spielte in Komödien wie Kapitän Seekrank, Casino Royale und Bob auf Safari sowie in Science-Fiction-Filmen wie Die geheimnisvolle Insel mit. Auch in Fernsehserien wie Der Marshall von Cimarron, Simon Templar und Dixon of Dock Green wirkt er mit. Sein Schaffen umfasst mehr als 110 Film- und Fernsehproduktionen. Im Alter von 72 Jahren starb er an einem Herzinfarkt.

## Filmografie (Auswahl)
- 1955: Himmelfahrtskommando (The Cockleshell Heroes)
- 1956: An vorderster Front (A Hill in Korea)
- 1957: Feinde aus dem Nichts (Quatermass 2)
- 1957: Die Brücke am Kwai (The Bridge on the River Kwai)
- 1957: Kapitän Seekrank (Barnacle Bill)
- 1958: Die schwarzen Teufel von El Alamein (Sea of Sand)
- 1959: Feinde von gestern (Yesterday’s Enemy)
- 1960: Einst ein Held (Tunes of Glory)
- 1961: Die Kanonen von Navarone (The Guns of Navarone)
- 1961: Die geheimnisvolle Insel (Mysterious Island)
- 1962: Meuterei auf der Bounty (Mutiny on the Bounty)
- 1964: Ist ja irre – ’ne abgetakelte Fregatte (Carry On Jack)
- 1964: Schüsse in Batasi (Guns at Batasi)
- 1966: Ist ja irre – der dreiste Cowboy (Carry On Cowboy)
- 1966: Eine Million Jahre vor unserer Zeit (One Million Years B.C.)
- 1967: Casino Royale
- 1967: Königin der Wikinger (The Viking Queen)
- 1967: Tobruk
- 1970: Die Pechvögel (One More Time)
- 1970: Zu spät für Helden – Antreten zum Verrecken (Too Late to Hero)
- 1971: Captain Apache
- 1971: Ein Mann in der Wildnis (Man in the Wilderness)
- 1972: Doomwatch – Insel des Schreckens (Doomwatch)
- 1973: Der Mackintosh Mann (The Mackintosh Man)
- 1975: Wer hat unseren Dinosaurier geklaut? (One of Our Dinosaurs Is Missing)
- 1978: Die Wildgänse kommen (The Wild Geese)
- 1979: James jr. schlägt zu (The London Connection)